# Соснин, Эдуард Олегович
Эдуард Олегович Соснин (род. 27 ноября 1982, Лысьва) — российский государственный деятель, глава города Перми с 28 августа 2023 года.

## Биография
Родился 27 ноября 1982 года в Лысьве.
После окончания в 2005 году факультета менеджмента Пермского филиала ВШЭ учился в магистратуре ВШЭ в Москве.
Работал в крупной торговой компании в Москве[уточнить]. Вернувшись в 2009 году в Лысьву, занялся производством вешалок и других товаров под брендом «Деревянная мануфактура Соснина». В 2018 году победил во Всероссийском конкурсе «Лидеры России». Получил грант в миллион рублей, на который уехал учиться в Стокгольмскую школу экономики.
В марте 2020 года назначен министром экономического развития и инвестиций Пермского края.
22 августа 2023 года на заседании Пермской городской думы избран главой Перми, а 28 августа 2023 года вступил в должность.

## Семья
Женат, трое детей.